# Рамазан Ррагамі
Рамазан Ррагамі (алб. Ramazan Rragami, 3 квітня 1944, Шкодер — 15 січня 2022) — албанський футболіст, що грав на позиції півзахисника, зокрема за клуби «Партизані» та «Влазнія», а також національну збірну Албанії. По завершенні ігрової кар'єри — тренер.

## Клубна кар'єра
У дорослому футболі дебютував 1960 року виступами за команду «Влазнія» з рідного Шкодера, в якій провів чотири сезони.
1964 року був призваний до лав Албанської народної армії і проходив службу граючи за армійську команду «Партизані» з Тирани. Згодом захищав кольори цього клубу до 1971 року, у його складі в сезоні 1970/71 став чемпіоном країни.
1971 року повернувся до «Влазнії», у складі якої ще двічі, у 1972 і 1974 роках, ставав переможцем першості Албанії.
Завершував ігрову кар'єру у команді «Скендербеу», за яку виступав протягом 1977—1978 років.

## Виступи за збірну
1965 року дебютував в офіційних матчах у складі національної збірної Албанії.
Загалом протягом кар'єри у національній команді, яка тривала 9 років, провів у її формі 20 матчів. Свій єдиний гол у формі збірної забив 10 жовтня 1973 року, реалізувавши пенальті у ворота збірної Фінляндії в матчі відбору на ЧС-1974. Гол став єдиним у грі і приніс албанцям єдині турнірні очки в рамках того відбіркового турніру.

## Кар'єра тренера
Розпочав тренерську кар'єру, повернувшись до футболу після невеликої перерви, 1982 року, очоливши тренерський штаб клубу «Влазнія».
Наступного року став головним тренером молодіжної збірної Албанії, з якою пропрацюва один рік.
Згодом протягом 1987–1988 років знову тренував «Влазнію».